# Grande sismo de Kantō
Grande sismo de Kantō (関東大震災, Kantō daishinsai) foi um violento sismo na região de Kantō, na ilha japonesa de Honshu às 11h58 da manhã de 1 de setembro de 1923. Várias fontes indicam que o abalo foi extremamente longo, com duração entre 4 e 10 minutos.
O sismo teve uma magnitude entre 7,9 e 8,3 na escala de Richter. Destruiu a cidade portuária de Yokohama, outras áreas de Kanagawa e as prefeituras vizinhas de Chiba, Shizuoka e Tóquio. O poder e a intensidade deste sismo são fáceis de subestimar, mas o sismo conseguiu mover a estátua de 93 toneladas do Grande Buda em Kamakura, situada a 60 km do epicentro: a estátua deslizou cerca de 60 cm.
De acordo com as fontes de mais confiança, pelo menos 105 385 pessoas morreram e outras 37 000 desapareceram, sendo depois dadas como mortas. Muitas das vítimas foram causadas pelos 88 incêndios que se iniciaram separadamente e que se estenderam rapidamente devido aos fortes ventos de um tufão próximo da península de Noto. Em vários lugares, foram observadas tempestades de fogo, a maior das quais colheu pelo menos 30 000 vidas no Rikugun Honjo Hifukusho. O fogo durou dois dias, até 3 de setembro.
Cerca de 570 000 lares foram destruídos, deixando cerca de 1,9 milhões de refugiados.
O caos e pânico criado pelo sismo levantou rumores de que coreanos estavam a cometer saques e incêndios premeditados. Centenas ou milhares de coreanos e habitantes de Okinawa foram assassinados por milícias civis japonesas. O futuro diretor de cinema Akira Kurosawa, então com 13 anos, afirmou que o massacre de residentes coreanos em Tóquio após o terremoto foi "provocado por demagogos que habilmente exploraram o medo das pessoas". O total de mortos, incluindo os que morreram nos desastres, foi estimado em 6 mil. Em alguns lugares, foram estabelecidos pontos de controle para vigiar viajantes e ver se eram saqueadores ou delinquentes. Socialistas como Hirasawa Keishichi e anarquistas como Osugi Sakae e Ito Noe foram assassinados devido ao medo que podiam usar esta oportunidade para tomar o poder em golpe de estado.
Depois do sismo, Goto Shinpei organizou um plano de reconstrução de Tóquio com redes modernas de estradas, comboios e serviços públicos. Parques foram criados em toda a região para servir como lugares de refúgio e os edifícios públicos foram construídos com rigorosos padrões de resistência sísmica. Segundo a National Geographic Brasil, o terremoto foi um dos dois eventos que permitiram a reconstrução da cidade, agora um modelo urbanístico de eficiência, sendo o outro a Segunda Guerra Mundial.